# Phebellia imitator
Phebellia imitator là một loài ruồi trong họ Tachinidae.